# Karl Franz von Keoszeghy
Karl Franz von Keoszeghy (auch: Kedeszegy, * 3. August 1721 auf Burg Sümeg in Ungarn; † 30. März 1794 in Wehlau) war ein preußischer Generalmajor und Chef des Husarenregiments Nr. 3.

## Leben

### Herkunft
Die Familie ist eine der ältesten des Königreichs Ungarn. Seine Eltern waren der Landrichter des Tolenauer Komitats Michael von Kedeszegy († 1744) und dessen Ehefrau Katharina, geborene von Zamory aus dem Haus Schackoran.

### Militärlaufbahn
Keoszeghy ging 1740 in kaiserliche Dienste und kämpfte 1742 als Unteroffizier in der Schlacht bei Chotusitz. Danach kämpfte er bei der Belagerung von Prag und gegen die Franzosen, wo er sich auszeichnen konnte. Nach dem Ersten Schlesischen Krieg nahm zusammen mit seinem älteren Bruder (dieser starb als Major 1760 in Leipzig) seinen Abschied und ging in preußische Dienste. Am 16. April 1743 kam Keoszeghy als Junker in das Husarenregiment „von Hallasz“. Sein Bruder kam als Rittmeister in das Regiment. Am 20. Juni 1744 wurde er zum Sekondeleutnant befördert. Im Zweiten Schlesischen Krieg kämpfte er im Gefecht bei Habelschwerdt, der Schlacht bei Hohenfriedberg und der Belagerung von Cosel. Nach dem Krieg erhielt Keoszeghy am 13. Dezember 1750 seine Demission. Dazu erhielt er am 5. Januar 1751 den Charakter als Rittmeister.
Am 21. Februar 1753 wurde Keoszeghy wieder angestellt. Er kam zunächst als Überzähliger in sein altes Regiment und wurde mit Patent vom 5. Januar 1751 zum Premierleutnant befördert. Im Siebenjährigen Krieg kämpfte Keoszeghy in der Schlacht bei Prag, stand bei der Belagerung und in der nachfolgenden Schlacht bei Kolin. Danach schickte ihn der König mit 100 Mann aus den Husarenregiment zum Korps des Herzogs Ferdinand von Braunschweig, um gegen die Franzosen zu kämpfen. Hier kämpfte Keoszeghy erfolgreich bei Egeln und Halberstadt. Danach kam er wieder zum Korps des Königs nach Leipzig, der ihn in die Schlacht bei Roßbach führte. Dort hielt er sich so gut, dass ihn der König am 22. März 1758 als Stabrittmeister in das Regiment Nr. 1 (Seydlitz) schickte. Am 5. Dezember 1757 kämpfte er bei Leuthen. Dafür erhielt er am 6. Dezember 1758 den Orden Pour le Mérite. Keoszeghy bildete 1758 die Spitze eines Kommandos, das unter dem Kommando des Oberst von Kleist nach Böhmen vorrückte. Am 18. Juni 1759 wurde er Rittmeister und Eskadronchef. Er nahm einige Kroaten gefangen, aber sein Pferd stürzte und er geriet in Gefangenschaft. 1762 wurde er dann ausgetauscht, wurde am 4. Mai 1762 Major und kämpfte in der Schlacht bei Freiberg.
Nach dem Krieg wurde Keoszeghy am 30. August 1772 Oberstleutnant und Kommandeur des Husarenregiments „von Czettritz“. Damit nahm er 1778/1779 am Bayerischen Erbfolgekrieg teil. Am 15. Dezember 1779 wurde er Oberst und am 18. September 1786 Chef des Husarenregiments „von Rosenbusch“. Dazu erhielt er am 30. Juni 1786 die Ernennung zum Generalmajor. Im Mai 1788 erhielt er seine Entlassung mit einem Gnadengehalt von 1200 Talern. Am 15. August 1788 erhielt er das Schlesische Inkolat. Er starb am 30. März 1794 in Wehlau.

### Familie
Keoszeghy heiratete am 1. Dezember 1750 die Gräfin Beatrix Wurmbrand von Russwurm († 15. April 1786) verwitwete von Pothoesky. Das Paar hatte vier Söhne und zwei Töchter, darunter:
- Marie Elisabeth (* 4. August 1751; † 13. April 1816) ⚭ General Karl Anton Dominik von Otto (1723–1797)
- Sigismund Franz Anton Georg (* 17. Januar 1756; † 30. Juni 1821), Major a. D.
- Karl Franz Anton Joseph (* 21. September; † 8. Januar 1835), Rittmeister a. D.[2][3]

Am 25. November 1787 heiratete er Ernestine von Pannewitz, die Witwe des Generalmajors Hans Christoph von Rosenbusch.